# Jiří Bubla

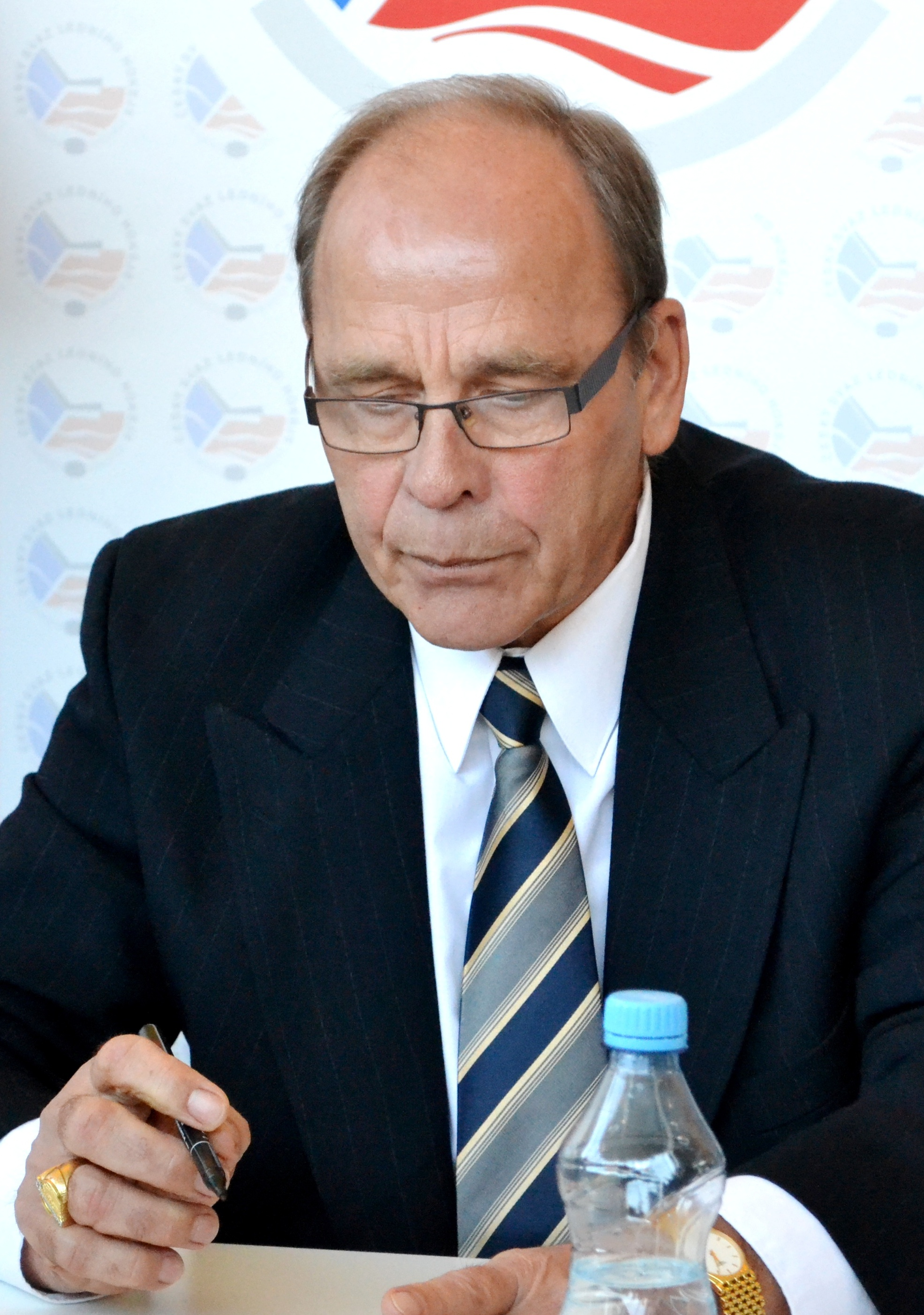
Jiří Bubla (2015)

Jiří Bubla (* 27. Januar 1950 in Ústí nad Labem, Tschechoslowakei) ist ein ehemaliger tschechoslowakischer Eishockeyspieler, der über viele Jahre für den CHZ Litvínov, die tschechoslowakische Nationalmannschaft und die Vancouver Canucks auf der Position des Verteidigers spielte. Sein Sohn Jiří Šlégr ist ebenfalls Eishockeyspieler und spielte über mehrere Jahre in der NHL.

## Karriere
Jiří Bubla begann 1968 seine Karriere bei CHZ Litvínov, bevor er 1969 zum Armeeklub Dukla Jihlava wechselte. Diesem Verein blieb er bis 1979 treu und gewann 1970 und 1971 den Tschechoslowakischen Meistertitel. Zwischen 1971 und 1979 spielte er wieder für Litvínov. Danach wechselte er zum HC Sparta Prag. Insgesamt erzielte Bubla 93 Tore in 470 Spielen der 1. Liga der Tschechoslowakei. Vor der Saison 1981/82 wurde ein spezieller NHL-Draft für tschechoslowakische Spieler durchgeführt, bei dem Bubla von den Colorado Rockies ausgewählt wurde. Einige Wochen später gaben die Rockies die NHL-Rechte an Bubla jedoch an die Vancouver Canucks ab, so dass dieser ab Mitte der Spielzeit für die Canucks spielte. In 262 NHL-Spielen für die Canucks erzielte er 17 Tore und 101 Vorlagen und beendete seine Karriere 1986.
Noch größere Erfolge als auf Vereinsebene hatte Jiří Bubla bei internationalen Titelkämpfen. Mit der tschechoslowakischen Herrenauswahl gewann er zwei Medaillen bei Olympischen Winterspielen und neun Medaillen bei Weltmeisterschaften. Seine erste Berufung in das Nationalteam erhielt er für die Eishockey-Weltmeisterschaft 1971 und nahm ab diesem Zeitpunkt jährlich an der Weltmeisterschaft teil. Fünf Jahre später wurde er in den Kader für die Olympischen Winterspiele 1976 berufen und gewann die Silbermedaille. 1980 folgte eine weitere Olympiateilnahme, außerdem absolvierte er den Canada Cup 1976. Im Nationaltrikot erzielte er in 230 Länderspielen 37 Tore für die Tschechoslowakei.
Während der Eishockey-Weltmeisterschaft 1987 in Wien wurde Bubla festgenommen und später wegen Heroin-Schmuggels verurteilt. Er verbrachte vier Jahre in einem österreichischen Gefängnis. Heute betreibt Bubla einen Fuhrbetrieb in der Nähe von Vancouver.

## Erfolge und Auszeichnungen
- Tschechoslowakischer Meister 1970 und 1971
- All-Star-Team der Extraliga 1976/77
- Gewinn der Silbermedaille bei den Olympischen Winterspielen 1976
- Gewinn der Goldmedaille bei der WM 1972, 1976 und 1977
- Gewinn der Silbermedaille bei der 1971, 1974, 1975, 1978 und 1979
- Gewinn der Bronzemedaille bei der WM 1973
- All-Star-Team der WM 1978 und 1979
- Auszeichnung zum besten Verteidiger bei der WM 1979